# Giải bóng đá hạng nhất quốc gia Tahiti 2013–14
Giải bóng đá hạng nhất quốc gia Tahiti 2013–14 là mùa giải thứ 67 của Giải bóng đá hạng nhất quốc gia Tahiti được tổ chức bởi Liên đoàn bóng đá Tahiti kể từ khi thành lập năm 1948.

## Bảng xếp hạng
| XH | Đội                | Tr | T | H | T | BT | BB | HS  | Đ  | Lên hay xuống hạng                                                 |
| -- | ------------------ | -- | - | - | - | -- | -- | --- | -- | ------------------------------------------------------------------ |
| 1  | Pirae              | 9  | 8 | 0 | 1 | 37 | 11 | +26 | 33 | Tham dự Giải bóng đá vô địch các câu lạc bộ châu Đại Dương 2013–14 |
| 2  | Tefana             | 9  | 8 | 0 | 1 | 50 | 10 | +40 | 33 | Tham dự Vòng Playoff Vô địch                                       |
| 3  | Manu-Ura           | 9  | 6 | 1 | 2 | 22 | 11 | +11 | 28 | Tham dự Vòng Playoff Vô địch                                       |
| 4  | Vénus              | 9  | 5 | 1 | 3 | 25 | 17 | +8  | 25 | Tham dự Vòng Playoff Vô địch                                       |
| 5  | Dragon             | 9  | 5 | 0 | 4 | 33 | 14 | +19 | 24 | Tham dự Vòng Playoff Vô địch                                       |
| 6  | Roniu              | 9  | 4 | 2 | 3 | 15 | 20 | −5  | 23 | Tham dự Vòng Playoff Vô địch                                       |
| 7  | Excelsior          | 9  | 2 | 2 | 5 | 12 | 21 | −9  | 17 |                                                                    |
| 8  | Tamarii Faa'a (R)  | 9  | 2 | 0 | 7 | 20 | 31 | −11 | 15 | Xuống hạng Giải bóng đá hạng nhì quốc gia Tahiti                   |
| 9  | Vairao (R)         | 9  | 1 | 2 | 6 | 9  | 40 | −31 | 14 | Xuống hạng Giải bóng đá hạng nhì quốc gia Tahiti                   |
| 10 | Olympic Mahina (R) | 9  | 0 | 0 | 9 | 4  | 52 | −48 | 9  | Xuống hạng Giải bóng đá hạng nhì quốc gia Tahiti                   |

Cập nhật đến ngày 14 tháng 12 năm 2013
Nguồn: RSSSF
Quy tắc xếp hạng: 1. Điểm; 2. Hiệu số bàn thắng; 3. Số bàn thắng.
(VĐ) = Vô địch; (XH) = Xuống hạng; (LH) = Lên hạng; (O) = Thắng trận Play-off; (A) = Lọt vào vòng sau. 
Chỉ được áp dụng khi mùa giải chưa kết thúc: 
(Q) = Lọt vào vòng đấu cụ thể của giải đấu đã nêu; (TQ) = Giành vé dự giải đấu, nhưng chưa tới vòng đấu đã nêu.

## Vòng Playoff Vô địch
| XH | Đội       | Tr | T | H | T | BT | BB | HS  | Đ  | Lên hay xuống hạng                                                 |
| -- | --------- | -- | - | - | - | -- | -- | --- | -- | ------------------------------------------------------------------ |
| 1  | Pirae (C) | 10 | 8 | 1 | 1 | 33 | 18 | +15 | 37 | Tham dự Giải bóng đá vô địch các câu lạc bộ châu Đại Dương 2014–15 |
| 2  | Tefana    | 10 | 6 | 3 | 1 | 28 | 16 | +12 | 31 |                                                                    |
| 3  | Vénus     | 10 | 4 | 2 | 4 | 21 | 19 | +2  | 24 |                                                                    |
| 4  | Dragon    | 10 | 4 | 0 | 6 | 19 | 23 | −4  | 22 |                                                                    |
| 5  | Manu-Ura  | 10 | 2 | 3 | 5 | 14 | 19 | −5  | 19 |                                                                    |
| 6  | Roniu     | 10 | 1 | 1 | 8 | 16 | 36 | −20 | 14 |                                                                    |

Cập nhật đến ngày 22 tháng 3 năm 2014
Nguồn: RSSSF
Quy tắc xếp hạng: 1. Điểm; 2. Hiệu số bàn thắng; 3. Số bàn thắng.
(VĐ) = Vô địch; (XH) = Xuống hạng; (LH) = Lên hạng; (O) = Thắng trận Play-off; (A) = Lọt vào vòng sau. 
Chỉ được áp dụng khi mùa giải chưa kết thúc: 
(Q) = Lọt vào vòng đấu cụ thể của giải đấu đã nêu; (TQ) = Giành vé dự giải đấu, nhưng chưa tới vòng đấu đã nêu.